# The Boscombe Valley Mystery
The Boscombe Valley Mystery(O Mistério do Vale Boscombe) é um conto policial de Sir Arthur Conan Doyle protagonizado por Sherlock Holmes e Dr. Watson publicado pela primeira vez na Strand Magazine em Outubro de 1891, e com 10 ilustrações de Sidney Paget.

## Sinopse
Sherlock Holmes é chamado com urgência para tratar de um caso no Vale Boscombe, no Oeste da Inglaterra, onde ocorreu um misterioso assassinato. Charles McCarthy, um rico fazendeiro da região foi assassinado pouco depois de discutir com seu filho James McCarthy. O jovem foi preso como assassino e não tentou resistir à prisão. Para a polícia local o caso está encerrado, mas Holmes está convencido da inocência do jovem herdeiro de McCarthy.

### Ilustrações
O livro teve 10 ilutrações de Sidney Paget:

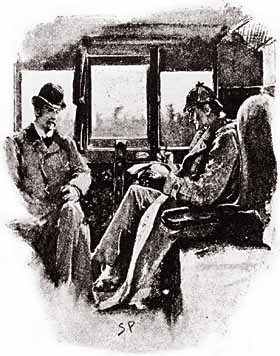
Sherlock Holmes e Dr. Watson viajam ao interior
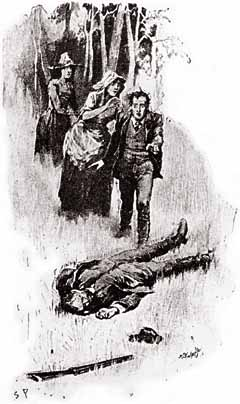
Corpo de Charles McCarthy é encontrado
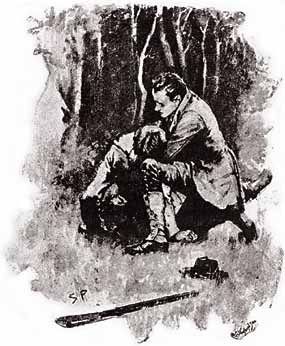
James McCarthy é informado da morte do pai
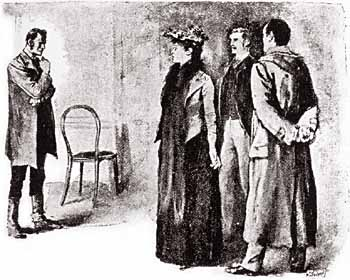
Holmes questiona conhecidos da vítima
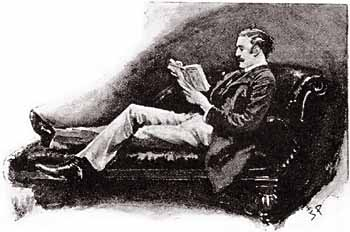
Dr. Watson lendo
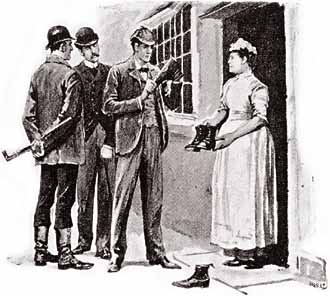
Holmes segue as investigações
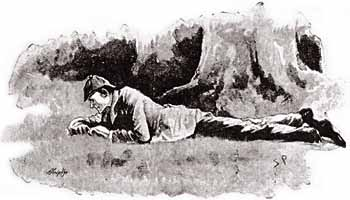
Holmes encontra pistas
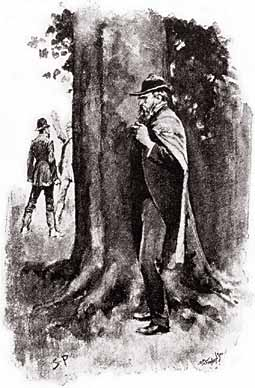
Holmes desvenda que havia uma terceira pessoa no local do crime
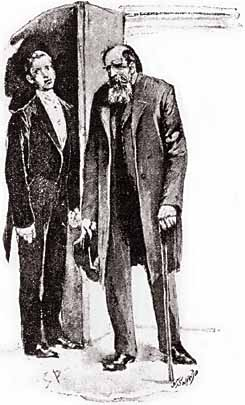
Sr. John Turner, vizinho de McCarthy
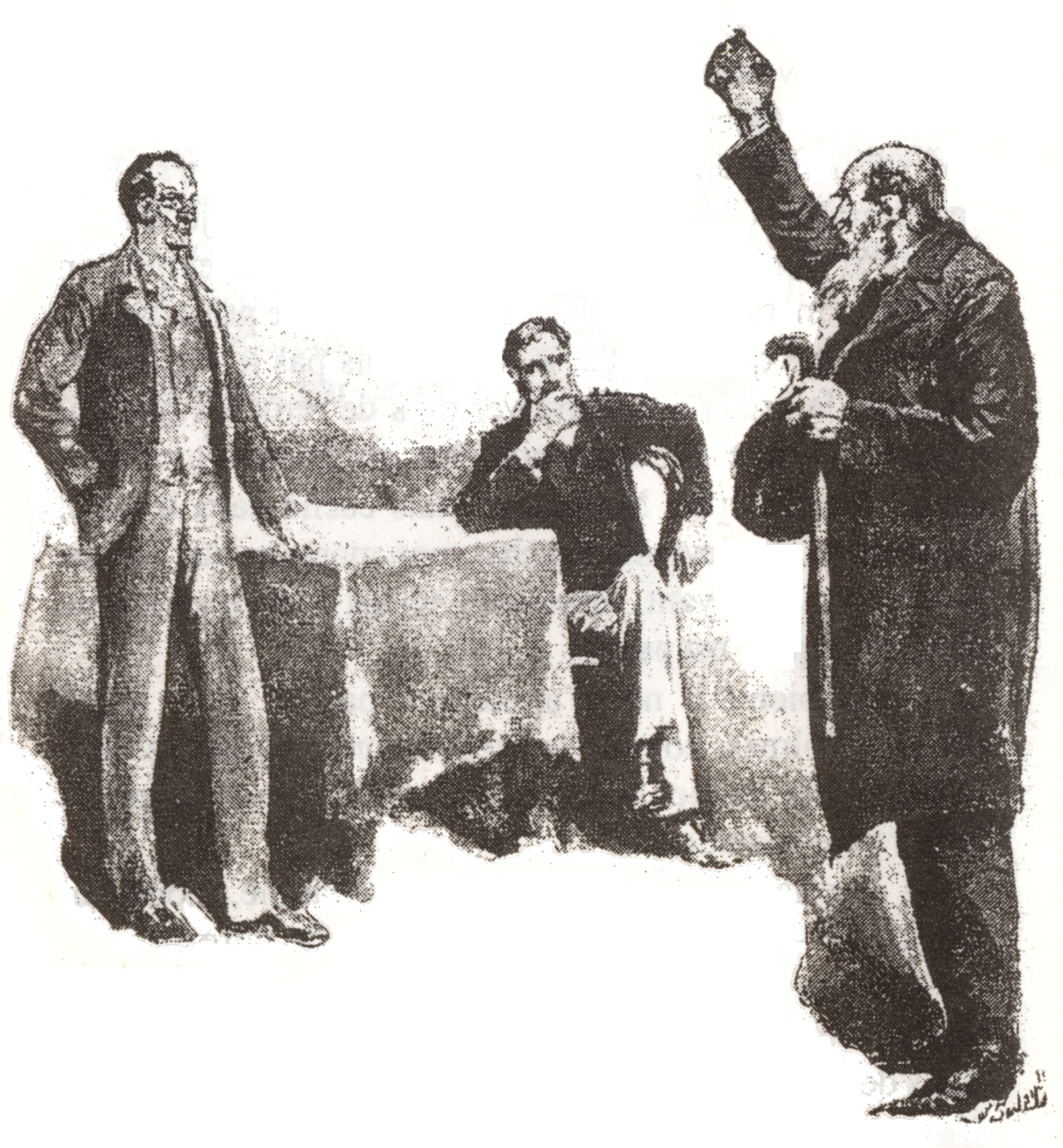
Holmes desvenda o assassino

## Ligações Externas
- Conto completo e ilustrado